# NGC 1096
NGC 1096 (również PGC 10336) – galaktyka spiralna z poprzeczką (SBbc), znajdująca się w gwiazdozbiorze Zegara. Odkrył ją John Herschel 3 października 1836 roku.